# 1906 en Bretagne
 Chronologie de la Bretagne
- 1902
- 1903
- 1904
- 1905
- 1906
- 1907
- 1908
- 1909
- 1910

Cette page recense des événements qui se sont produits durant l'année 1906 en Bretagne.

## Société

### Faits sociétaux
- 23 avril-14 août : Grève des métallurgistes d'Hennebont[1].
- 12 juillet : Jugement de Rennes, qui réintègre Alfred Dreyfus[2].
- Hiver : Grève des ouvriers chaussonniers de Fougères.

### Naissances
- 22 février à Brest : Julien Dominique, mort le 28 décembre 1955 à Carhaix (Finistère), joueur français de football.
- 27 avril : Xavier de Langlais, peintre, graveur et écrivain.
- 23 mai : François Abgrall, écrivain et poète.

## Politique

### Élections sénatorialesdu7 janvier
Sont élus ou réélus :
- Pour l'Ille-et-Vilaine : Eugène Brager de La Ville-Moysan (réélu)[3],

## Économie
- Création du Syndicat des fermiers fraisiéristes (FF) par Corentin Abéré à Plougastel-Daoulas[4].
- Création de l'Office central des associations agricoles de Landerneau[5].

## Culture

### Littérature
- Création de la revue Le Réveil breton, par Loeiz Herrieu, qui deviendra Le Pays breton[2].
- Durocher prend la direction du journal Le Fureteur breton[2].

### Musique
- 7 février : Joseph-Guy Ropartz est fait chevalier de la Légion d'honneur[2].
- Joseph-Guy Ropartz reçoit le prix Crescent pour sa Troisième Symphonie avec chœurs[2].

## Sports
- Lucien Petit-Breton remporte la course cycliste Paris-Tours[2].

## Infrastructures

### Constructions
- Apparition de la Foire de Nantes[2].

### Biographie
- Jean-Jacques Monnier et Jean-Christophe Cassard (dir.), Toute l'histoire de Bretagne : des origines à la fin du XXe siècle, Morlaix, Skol Vreizh, 2012, 864 p. (ISBN 978-2-915623-79-6)
- 1900-2000 - Le XXe siècle en Bretagne et dans le monde, Le Télégramme, 2000, 220 p.
- Stéphane Guihéneuf, Chronologie de Bretagne : Des origines à nos jours, éd. Ouest-France, avril 2003, 413 p. (ISBN 978-2-73733229-6)